# Xylophanes porcus
Xylophanes porcus là một loài bướm đêm thuộc họ Sphingidae. Nó được tìm thấy ở Florida phía nam đến Bolivia.
Sải cánh dài 70–79 mm. Con trưởng thành có thể bay quanh năm in the tropics. They probably feed on flower nectar.
The larvae of Các đề cửsubspecies feed on Hamelia patens, Psychotria horizontalis, Psychotria pubescens, Psychotria microdon và Palicourea grandifolia. The larvae of ssp. continentalis probably feed on Rubiaceae và Malvaceae species.

## Phụ loài
- Xylophanes porcus porcus (Florida phía nam đến French Guyana và Venezuela)
- Xylophanes porcus continentalis Rothschild & Jordan, 1903 (Mexico và Belize phía nam ngang qua miền bắc South America (bao gồm Colombia) to Guyane thuộc Pháp. Also recorded from Bolivia)

## Hình ảnh

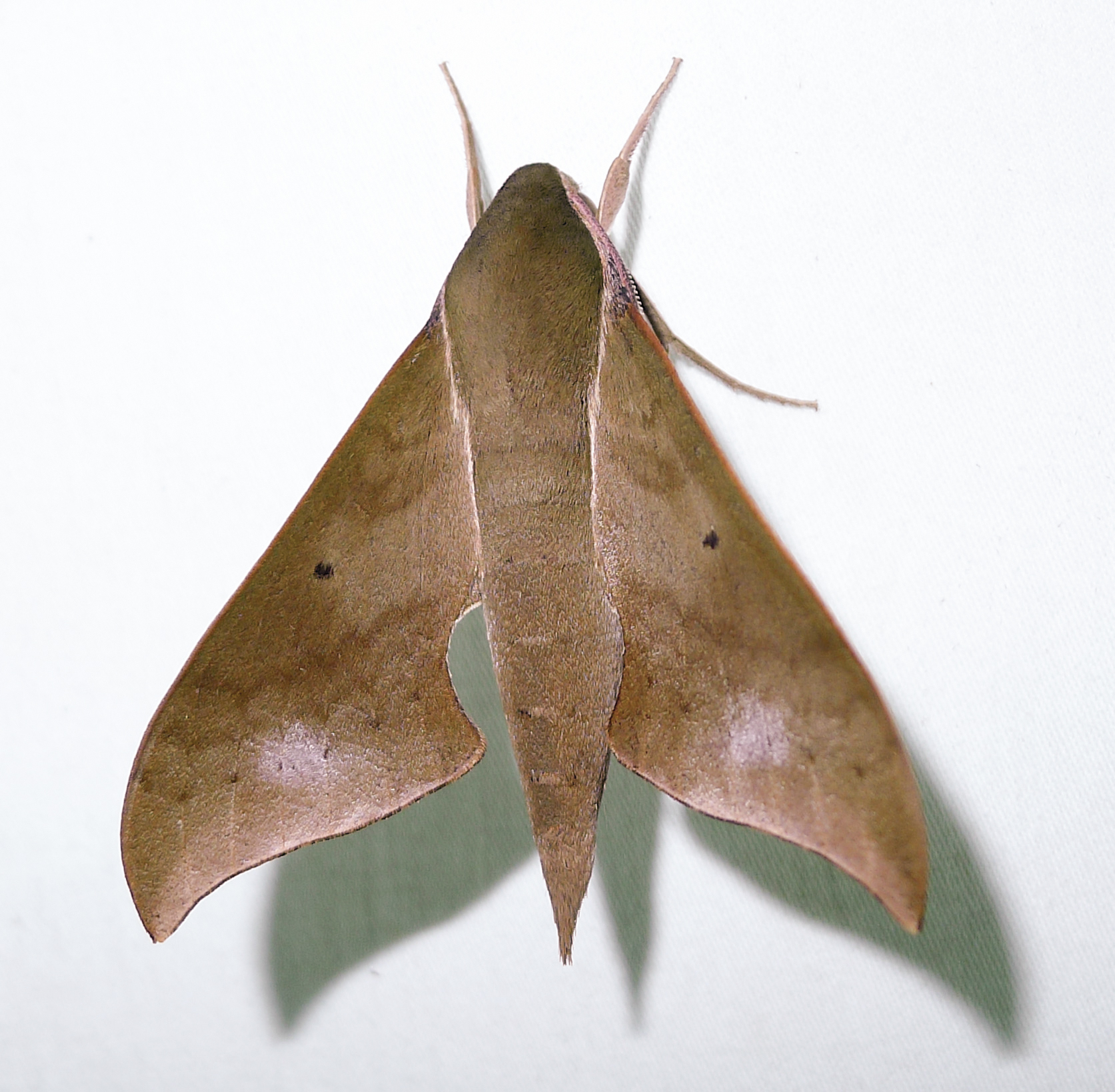
Xylophanes porcus continentalis
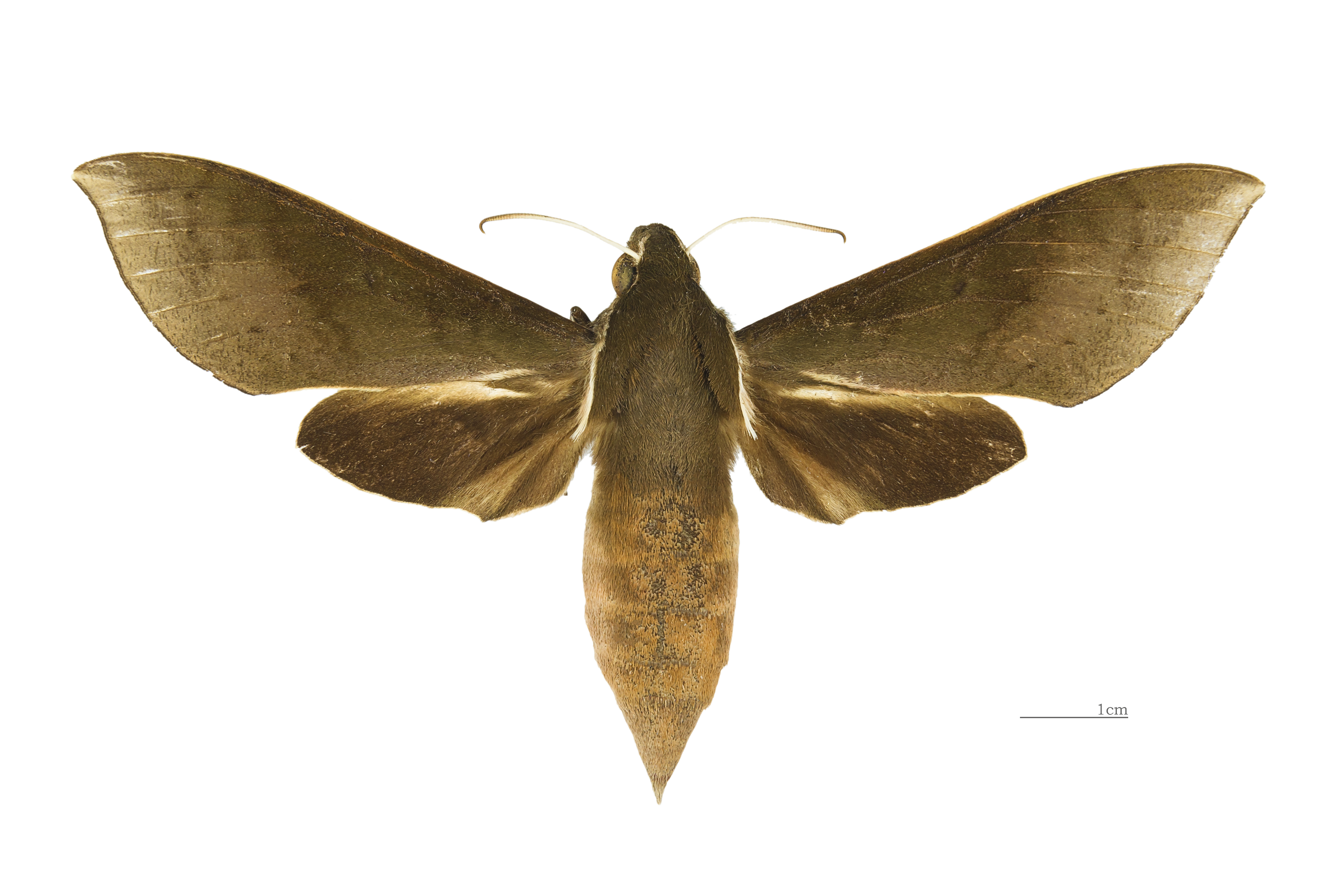
Xylophanes porcus continentalis ♂
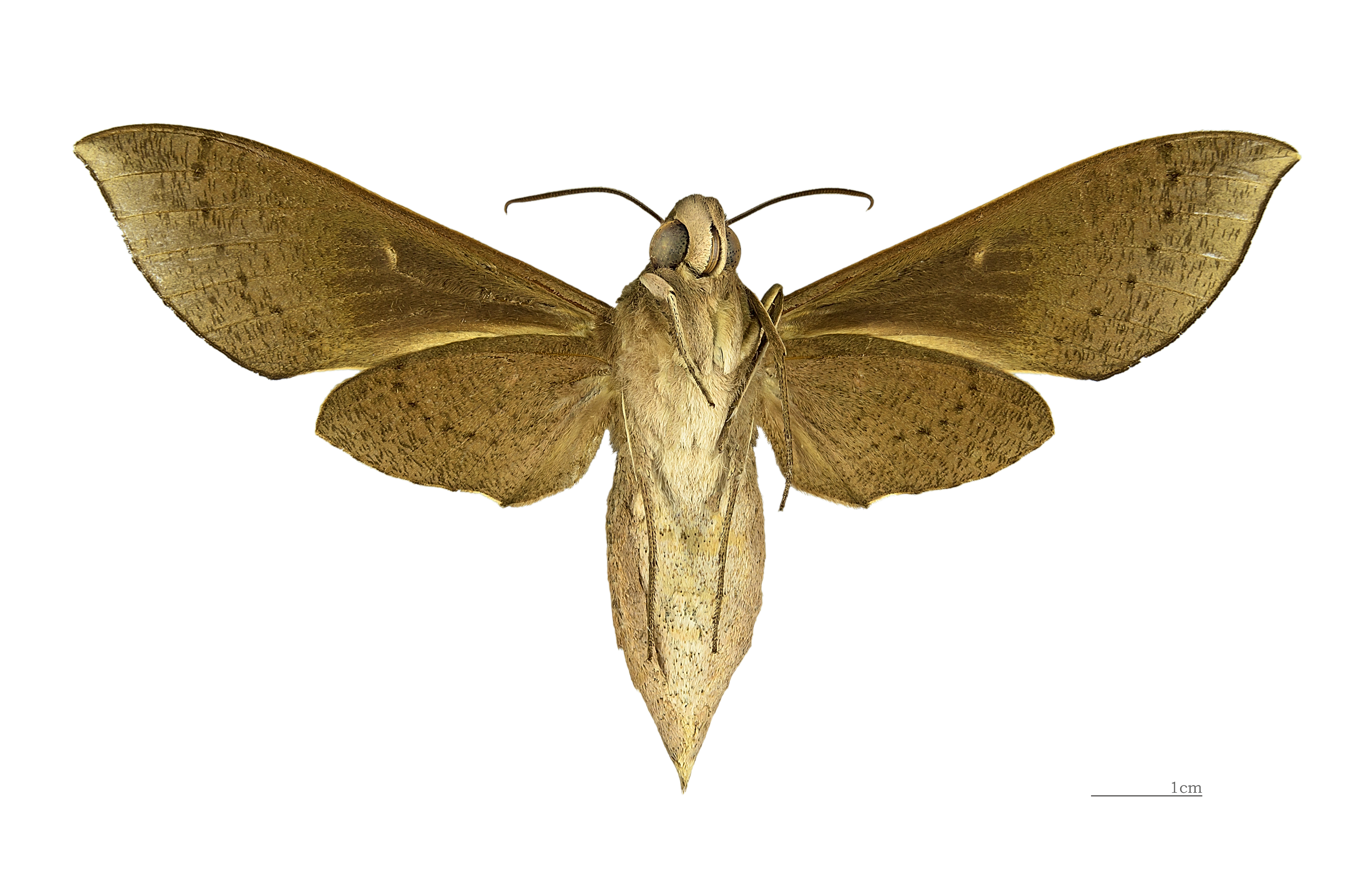
Xylophanes porcus continentalis ♂  △